# Öddö
Öddö är en av tre större öar i Tjärnö socken i Strömstads kommun utanför Strömstad med vägförbindelse till fastlandet. Öddö har varit bebodd minst sedan 1600-talet, då det fanns två gårdar på ön, och har idag ungefär 100 åretruntboende och mer än dubbelt så många sommargäster. 
Öddö består av Norra och Södra Öddö.

## Sillsalteriet
Under den senaste stora sillperioden från 1877–1899 växte en mängd sillsalterier upp i skärgården. På Norra Öddö finns den massiva terrassgrunden kvar efter ett av dem, ägt av Aron Andersson Co i Göteborg, anlagt 1880 och nedlagt 1905. Det gick åt en tunna salt till 2 till 3 tunnor sill. Det fick importeras men bristen var ett ständigt problem.
I Bohuslän tillverkade många bönder salt för eget bruk. Ortnamnet Saltkällan dyker upp här och var och är en förvanskning av saltkäl, som betyder saltkittel.
Linnélärjungen Pehr Kalm stötte på sådana under sin bohuslänska resa på 1700-talet och berättar att "till en halv tunna salts kokande fordras fyra famnar ved. Om vintern skola de även koka salt, då de hugga en vak på isen, ösa vattnet i en stor fyrkantig järnpanna och således koka det vid stranden."

## Begravningsplatsen
Trappan från sillsalteriet leder upp till en vacker glänta med grunden efter ett bostadshus, Halsängen, som kan ha tillhört sillsalteriet. Stigen genom sänkan leder till Gravbackarna, en öde begravningsplats, övervuxen av enar. Den användes under 1800-talets svåra och återkommande koleraepidemier. Offren fördes snabbt bort från städer och byar. Det finns därför många kolerakyrkogårdar ute på öarna. Det berättas här i trakten att man vintertid lade dem på Likholmen i väntan på att tjälen skulle gå ur jorden så att de kunde jordfästas i Gravbackarna.
Så sent som på 1930-talet kunde man se gravarna som rektangulära stensättningar och gravplatsen sträckte sig ända inpå Halsängen. Det är ett tecken på att den var i bruk långt för koleraepidemierna och låg öde när husen byggdes. Vid viken norr om Blötebogen finns stora förtöjningsringar kvar i berget. De tyder på att viken var en av de hamnar där 1500- och 1600-talets fartyg väntade ut natten eller stormen. I sådana hamnar fanns också alltid en begravningsplats för sjöfolk.
Efter ett av den dansk-norske amiralen Tordenskjolds anfall i Strömstads skärgård 1717 begravdes 96 danska soldater på en ö i trakten. Det är inte omöjligt att platsen var Gravbackarna på Norra Öddö.